# Felipe Sánchez Román
Felipe Sánchez Román   (Valladolid, 20 d'agost de 1850 - Madrid, 13 de gener de 1916) va ser un advocat i polític espanyol, ministre d'Estat durant el regnat d'Alfons XIII.

## Biografia
Fou catedràtic de Dret Civil a les Universitats de Madrid i Granada, i per aquesta última fou escollit senador en 1893 com a membre del Partit Liberal, escó que ocuparia fins que en 1902 va ser designat senador vitalici.
Va ser ministre d'Estat entre el 23 de juny i el 31 d'octubre de 1905 en un govern presidit per Eugenio Montero Ríos. Així mateix va ser membre de l'Acadèmia de Ciències Morals i Polítiques.
El seu fill Felipe va ser un significat dirigent i ministre durant la Segona República.

## Obres
- La codificación civil en España en sus dos periodos de preparación y de consumación : estado del derecho civil de España, común y foral... ; y Trabajos preliminares para la formación de algunos apéndices del derecho foral (1811 a 1890) (1890)
- Estudios de derecho civil y el código civil e historia general de la legislación española (1911)